# باول هنتر
باول هنتر (بالإنجليزية: Paul Hunter)‏ (30 أغسطس 1968 بكيركالدي في المملكة المتحدة - ) هو لاعب كرة قدم بريطاني في مركز الهجوم. شارك مع منتخب اسكتلندا تحت 21 سنة لكرة القدم. أما مع النوادي، فقد لعب مع هال سيتي ونادي إيست فيف ونادي ستنهاوسموير ونادي كاودينبيث لكرة القدم.